# Hustisford
Hustisford is een plaats (village) in de Amerikaanse staat Wisconsin en valt bestuurlijk gezien onder Dodge County.

## Demografie
Bij de volkstelling in 2000 werd het aantal inwoners vastgesteld op 1135. In 2006 is het aantal inwoners door het United States Census Bureau geschat op 1152, een stijging van 17 (1,5%).

## Geografie
Volgens het United States Census Bureau beslaat de plaats een oppervlakte van 2,5 km², waarvan 2,1 km² land en 0,4 km² water. Hustisford ligt op ongeveer 262 m boven zeeniveau.
Hustisford ligt aan de Rock River, een zijrivier van de Mississippi met een lengte van naar schatting 459 kilometer.

## Plaatsen in de nabije omgeving
De onderstaande figuur toont nabijgelegen plaatsen in een straal van 12 km rond Hustisford.